# Греко-римская борьба на летних Олимпийских играх 1948 — свыше 87 кг
Соревнования по греко-римской борьбе в рамках Олимпийских игр 1948 года в тяжёлом весе (свыше 87 килограммов) прошли в Лондоне с 3 по 6 августа 1948 года в «Empress Hall».
Турнир проводился по системе с начислением штрафных баллов. За чистую победу штрафные баллы не начислялись, за победу по очкам борец получал один штрафной балл, за поражение по очкам со счётом 2-1 два штрафных балла, за поражение со счётом 3-0 или чистое поражение — три штрафных балла. Борец, набравший пять штрафных баллов, из турнира выбывал. Борцы, вышедшие в финал, проводили встречи между собой. В случае, если они уже встречались в предварительных встречах, такие результаты зачитывались. Схватка по регламенту турнира продолжалась 20 минут. Если в течение первых десяти минут не было зафиксировано туше, то судьи могли определить борца, имеющего преимущество. Если преимущество никому не отдавалось, то назначалось шесть минут борьбы в партере, при этом каждый из борцов находился внизу по три минуты (очередность определялась жребием). Если кому-то из борцов было отдано преимущество, то он имел право выбора следующих шести минут борьбы: либо в партере сверху, либо в стойке. Если по истечении шести минут не фиксировалась чистая победа, то оставшиеся четыре минуты борцы боролись в стойке.
В тяжёлом весе боролись всего 9 участников. И опять, как в среднем и полутяжёлом весах фаворит не принимал участия в играх. Чемпионом Европы 1947 года был советский спортсмен Йоханнес Коткас, но команда СССР не принимала участия в Олимпийских играх. В его отсутствие чемпионом Олимпийских игр стал бронзовый призёр Олимпийских игр 1936 года в среднем весе, турок Ахмет Киреччи. Он победил во втором круге ещё одного претендента на медали шведа Тора Нильссона, а тот в свою очередь ещё одного финалиста итальянца Гвидо Фантони. В финальной встрече встречались Киреччи и Фантони, при этом сложилась интересная ситуация. Киреччи мог позволить себе даже проиграть раздельным решением судей — и всё равно оставался на первом месте, тогда как Фантони ни при каких условиях не мог завоевать «золото» (любая его победа выводила на первое место Нильссона) и лишь при чистой победе мог завоевать «серебро» (что отправило бы Киреччи на третье место). Но Киреччи победил Фантони, что принесло ему первое место, а Фантони остался на третьем месте. 

## Призовые места
- Ахмет Киреччи
- Тор Нильссон
- Гвидо Фантони

## Первый круг
| Штрафных баллов | Участник 1         | Результат    | Участник 2        | Штрафных баллов |
| --------------- | ------------------ | ------------ | ----------------- | --------------- |
| 0               | Йозеф Ружичка¹     | Туше (13:27) | Йозеф Тараний     | 3               |
| 0               | Тайсто Кангасниеми | Туше (4:59)  | Эрнесто Ноя       | 3               |
| 0               | Тор Нильссон       | Туше (4:41)  | Лен Пиддак        | 3               |
| 0               | Ахмет Киреччи      | Туше (13:51) | Морис Индербитцен | 3               |
| 0               | Гвидо Фантони      | Пропускал    |                   |                 |

¹ Перед встречей второго круга опоздал на взвешивание и был дисквалифицирован.

## Второй круг
| Штрафных баллов | Участник 1        | Результат    | Участник 2         | Штрафных баллов |
| --------------- | ----------------- | ------------ | ------------------ | --------------- |
| 1               | Гвидо Фантони     | 2-1          | Тайсто Кангасниеми | 2               |
| 3               | Йозеф Тараний     | Туше (4:49)  | Эрнесто Ноя        | 6               |
| 4               | Морис Индербитцен | 3-0          | Лен Пиддак         | 6               |
| 0               | Ахмет Киреччи     | Туше (15:48) | Тор Нильссон       | 3               |

## Третий круг
| Штрафных баллов | Участник 1    | Результат   | Участник 2         | Штрафных баллов |
| --------------- | ------------- | ----------- | ------------------ | --------------- |
| 1               | Гвидо Фантони | Туше (6:06) | Йозеф Тараний      | 6               |
| 1               | Ахмет Киреччи | 3-0         | Тайсто Кангасниеми | 5               |
| 3               | Тор Нильссон  | Туше (2:54) | Морис Индербитцен  | 7               |

## Четвёртый круг
| Штрафных баллов | Участник 1    | Результат    | Участник 2    | Штрафных баллов |
| --------------- | ------------- | ------------ | ------------- | --------------- |
| 3               | Тор Нильссон  | Туше (13:12) | Гвидо Фантони | 4               |
| 1               | Ахмет Киреччи | Пропускал    |               |                 |

## Финал
| Штрафных баллов | Участник 1    | Результат | Участник 2    | Штрафных баллов |
| --------------- | ------------- | --------- | ------------- | --------------- |
|                 | Ахмет Киреччи | 3-0       | Гвидо Фантони |                 |